# Kazem Abdullah

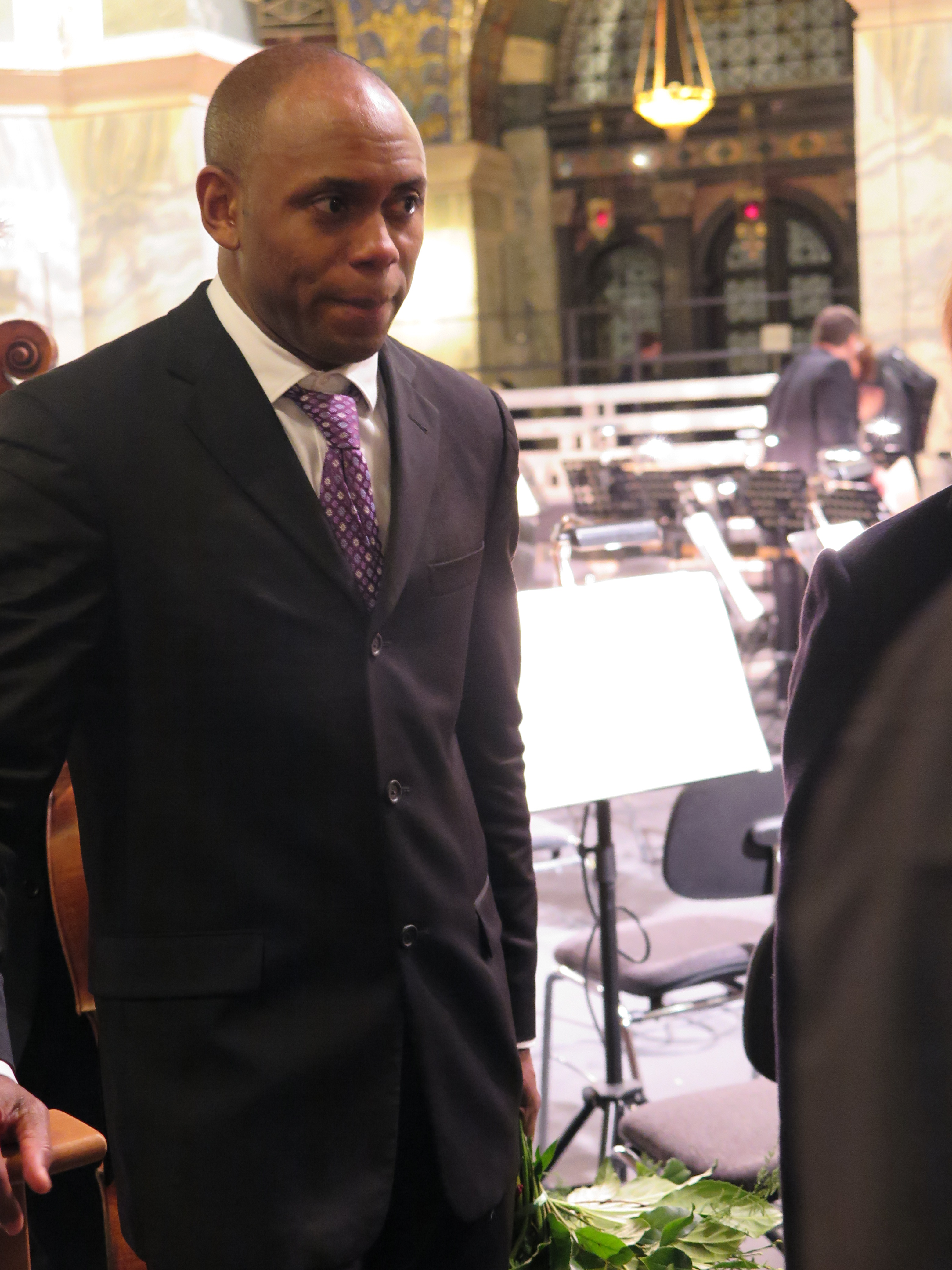
Kazem Abdullah im Aachener Dom, 2015

Kazem Abdullah (* 4. Juli 1979 in Indianapolis) ist ein US-amerikanischer Dirigent und Musiker.

## Karriere
Abdullah begann mit sieben Jahren Klavier und mit zehn Jahren Klarinette zu spielen. Er studierte am Cincinnati Conservatory of Music und machte dort im Jahr 2000 seinen Abschluss. Danach studierte er an der University of Southern California. Als Solist für Klarinette trat er unter anderem mit dem National Symphony Orchestra, dem Cincinnati Symphony Orchestra und dem New World Symphony Orchestra auf.
Das Dirigieren erlernte er u. a. von Jorma Panula, Gustav Meier, Bernard Haitink und James Levine und assistierte ihnen.
Seit 2006 wirkte Abdullah als Assistent an der New Yorker Metropolitan Opera. Als Dirigent debütierte er dort 2008/2009 mit Glucks Orfeo ed Euridice. Er arbeitete mit dem Philharmonieorchester von Mexiko-Stadt, der Oregon Symphony sowie dem Indianapolis Symphony Orchestra, mit dem er die Welturaufführung von Gabriela Franks Peregrinos dirigierte.
Kazem Abdullah ist Mitglied der Jury des Sphinx-Wettbewerbs in Detroit.
Zum 1. August 2012 trat er die Nachfolge von Marcus Bosch als Generalmusikdirektor der Stadt Aachen an; er hat einen Fünfjahresvertrag unterzeichnet. Mit dem Sinfonieorchester Aachen arbeitete er zum ersten Mal im Oktober 2010 zusammen beim Eröffnungskonzert der Spielzeit. Zum 31. Juli 2017 verließ Abdullah Aachen, weil sein Vertrag nicht verlängert wurde.
2023 dirigierte er an der Metropolitan Opera X: The Life and Times of Malcolm X von Anthony Davis.

## Familie
Die US-amerikanische Mutter ist Krankenschwester; sein Vater stammt aus Sierra Leone, kam zum Studium in die USA und arbeitete dort als Dozent für Politikwissenschaft. Die Eltern entdeckten das Talent Abdullahs im Kindesalter und förderten ihn mit Klarinetten- und Klavierunterricht. Die Familie lebt in Dayton (Ohio).

## Auszeichnung
- Im Juni 2010 wurde er von der The Solti Foundation U.S. mit dem Solti Foundation U.S. Career Assistance Award ausgezeichnet.